# Calarcá (ort i Colombia)
Calarcá är en ort i Colombia.   Den ligger i departementet Quindío, i den centrala delen av landet, 170 km väster om huvudstaden Bogotá. Calarcá ligger 1 537 meter över havet och antalet invånare är 62 170.
Terrängen runt Calarcá är kuperad åt nordväst, men åt sydost är den bergig. Runt Calarcá är det ganska glesbefolkat, med 50 invånare per kvadratkilometer. Närmaste större samhälle är Armenia, 4,5 km väster om Calarcá. I omgivningarna runt Calarcá växer i huvudsak städsegrön lövskog.